# Rinaldo Barlassina
Rinaldo Barlassina (* 2. Mai 1898 in Novara; † 23. Dezember 1946 in Bergamo) war ein italienischer Fußballschiedsrichter. 

## Werdegang
Rinaldo Barlassina absolvierte er eine Ausbildung zum Landvermesser und war später in der Versicherungsbranche aktiv. 1917 wurde er Mitglied des FBS Novara, von dem er als Schiedsrichteranwärter zum Fußballverband geschickt wurde.
Ab 1920 war Barlassina als Schiedsrichter aktiv. Den ersten seiner etwa 200 Einsätze in der Italienischen Fußballmeisterschaft absolvierte er 1924. Im Jahr 1931 pfiff Barlassina das Finalrückspiel im Mitropapokal zwischen dem First Vienna FC und dem Wiener AC, das auf der Hohen Warte mit 2:1 für die Vienna endete.
Bei der Fußball-Weltmeisterschaft 1934 im eigenen Land gehörte Barlassina zusammen mit Francesco Mattea und Albino Carraro zu den ersten italienischen WM-Schiedsrichtern der Fußballgeschichte. Er leitete drei Spiele: das Achtelfinale Ungarn – Ägypten (4:2) in Neapel, das er mit mehreren umstrittenen Entscheidungen prägte, sowie das Viertelfinale Deutschland gegen Schweden (2:1) im Mailänder San Siro und das Halbfinale Tschechoslowakei gegen Deutschland im Römer Stadio Nazionale del PNF (3:1).
Im August 1936 leitete Rinaldo Barlassina eine Partie bei den Olympischen Sommerspielen in Berlin. Das von ihm gepfiffene Achtelfinale Peru gegen Finnland auf dem Hertha-Platz endete 7:3 für die Südamerikaner. Im September des Jahres schiedste Barlassina das Finalrückspiel im Mitropapokal 1936 zwischen Sparta Prag und dem FK Austria Wien, das im Prager Masaryk-Stadion 1:0 für die Gäste endete.
Im Jahr 1937 wurde er mit dem Premio Giovanni Mauro als bester Schiedsrichter der vorangegangenen Saison ausgezeichnet. Auch bei der Weltmeisterschaft 1938 war Barlassina bei einer Partie im Einsatz: er leitete im Stade Victor Boucquey in Lille das Viertelfinale Ungarn gegen die Schweiz, das 2:0 endete. Im Jahr 1940 pfiff Barlassina der Finale der Coppa Italia zwischen der AC Florenz und dem CFC Genua, das die Gastgeber im Stadio Giovanni Berta mit 1:0 gewannen.
Barlassina beendete seine Schiedsrichterlaufbahn auf nationaler Ebene am 28. Februar 1943 mit der Serie-A-Partie AGC Bologna gegen Juventus Turin (2:2). Wenig später, am 3. Mai 1943, leitete er im Stadion Üllői úti in Budapest vor 38.000 Zuschauern mit dem Freundschaftsspiel Ungarn gegen Deutschland (3:5) sein letztes Länderspiel.
Beruflich war Barlassina von 1932 bis 1942 für die Assicurazioni Generali in Venedig tätig. Außerdem stellte er viele Jahre lang für die Assicurazioni Generali in Zusammenarbeit mit der La Gazzetta dello Sport das überaus populäre Fußballjahrbuch Agendina del calcio zusammen, das im Volksmund „La Barlassina“ genannt wurde.
Rinaldo Barlassina starb am 23. Dezember 1946 in einem Krankenhaus in Bergamo im Alter von 48 Jahren an den Folgen eines Autounfalls.